# Autism Speaks
Autism Speaks ist eine Non-Profit-Organisation mit Sitz in New York City. Sie wurde 2005 von Suzanne und Bob Wright gegründet und finanziert Forschung zu den Ursachen und Behandlungsmethoden von Autismus. Das amerikanische Nachrichtenmagazin Time erklärte die von Autism Speaks finanzierte und durch die Bereitstellung der von Autism Speaks betriebenen Gendatenbank „Autism Genetic Resource Exchange (AGRE)“ ermöglichte Studie des Forschers Hakon Hakonarson zu den „Top 10 Medical Breakthroughs 2009“.
Bob Wright ist der ehemalige Präsident und CEO des amerikanischen Fernseh- und Radiosenders NBC.

## Geschichte
Das Unternehmen wurde im Februar 2005 von Bob und Suzanne Wright gegründet. Anlass war, dass eines ihrer Enkelkinder die Diagnose „Autismus“ erhalten hatte. Als Direktor von NBC schaffte es Wright, den Autismus in allen Medien, auf die er einwirken konnte, zum Thema zu machen, nicht nur im Fernsehen, sondern auch in Radiosendern, Zeitungen und Zeitschriften. Die meisten anderen Sender schlossen sich an. Die neu gegründete Organisation Autism Speaks wurde durch Interviews und Fernsehsendungen bekannt. Die Wrights organisierten Wohltätigkeitsveranstaltungen und sammelten große Summen an Spendengeldern ein. Innerhalb des ersten Jahres wurde Autism Speaks zur Dachorganisation der „National Alliance for Autism Research“ und der Organisation „Cure Autism Now“.
Bob Wright gelang es, für die Arbeit von „Autism Speaks“ die Unterstützung prominenter Politiker und Künstler wie Hillary Clinton, Debra Messing, Alfred Molina, Zachary Quinto und Bruce Springsteen zu gewinnen.
2016 änderte die Organisation ihr Ziel, weg von dem Versuch eine Heilung zu finden, fördert allerdings weiterhin Behandlung und Forschung.

## Bedeutung des Namens „Autism Speaks“
Auf Deutsch lautet die Bezeichnung Autism Speaks: „Der Autismus spricht“. Die Organisation erklärt diesen Namen folgendermaßen: „Autism Speaks ist bestrebt, die Gemeinschaft der Autisten zu einer starken Stimme zu vereinigen, die die Regierung und den privaten Sektor drängen soll, unseren Belangen zuzuhören, und die aktiv werden soll, um der globalen Gesundheitskrise zu begegnen. […] Der Autismus spricht. Es ist Zeit zuzuhören.“

## Autism Genome Project
Die Organisation ist Initiator und Förderer des Autism Genome Project, ein Zusammenschluss von über 120 Forschern aus über 50 Forschungseinrichtungen in 19 Ländern, die versuchen die Gene, die an der Entstehung von Autismus beteiligt sind zu identifizieren.

## Kritik
Die Organisation vergleicht Autismus mit tödlichen Krankheiten. Auch kritisieren Menschen mit Autismus, dass nicht sie, sondern Eltern und deren Hürden im Fokus der Arbeit stehen. Autismus wird rein defizitär behandelt. Auch vertritt Autism Speaks behavioristische Thesen und befürwortet uneingeschränkt Applied Behavior Analysis, welche unter bioethischer Kritik steht.
Autism Speaks veröffentlichte 2009 ein Video, in dem die Autismus-Spektrum-Störung als „Stalker“ dargestellt wird, der weiß, wo man wohnt, und suggeriert, dass die Störung schlimmer ist als Krebs oder Aids.
Das Logo wird problematisch gesehen, da mit einem Puzzlestück symbolisiert werden soll, dass etwas fehlt. Auch wurde die blaue Farbe, die gewählt wurde, um darauf hinzuweisen, dass Männer mehr als Frauen betroffen sind, als exkludierend bezeichnet.
Einen Schwerpunkt der Forschungen, die von der Organisation finanziert wird, bildet die Frage, ob Autismus genetisch bedingt und somit durch Pränataldiagnostik schon bei Schwangeren erkennbar sei. Kritiker befürchten Schwangerschaftsabbrüche als Folge dieser Diagnostik, was auch selbsterklärtes Ziel der Organisation war. Dies stelle das Existenzrecht des Autismus als Teil der Gesellschaft in Frage. Ferner wird Fixierung auf genetische Ursachen kritisiert, wodurch Erforschung anderer möglicher Ursachen von Autismus benachteiligt wird.
Kritisiert wird, dass es Bob Wright darum gehe, seine Vorstellungen zur nicht anfechtbaren Richtlinie von Autism Speaks zu machen und Interessen seiner Organisation auch gegen Interessen einiger Autisten durchzusetzen. Deshalb haben mehr als 60 Graswurzelbewegungsgruppen und Behindertenrechtsorganisationen sich in einem Brief an die Spender von Autism Speaks gewendet und dazu aufgerufen, nicht an Autism Speaks zu spenden, sondern andere Wege zu finden, Autisten zu unterstützen.

## Light It Up Blue

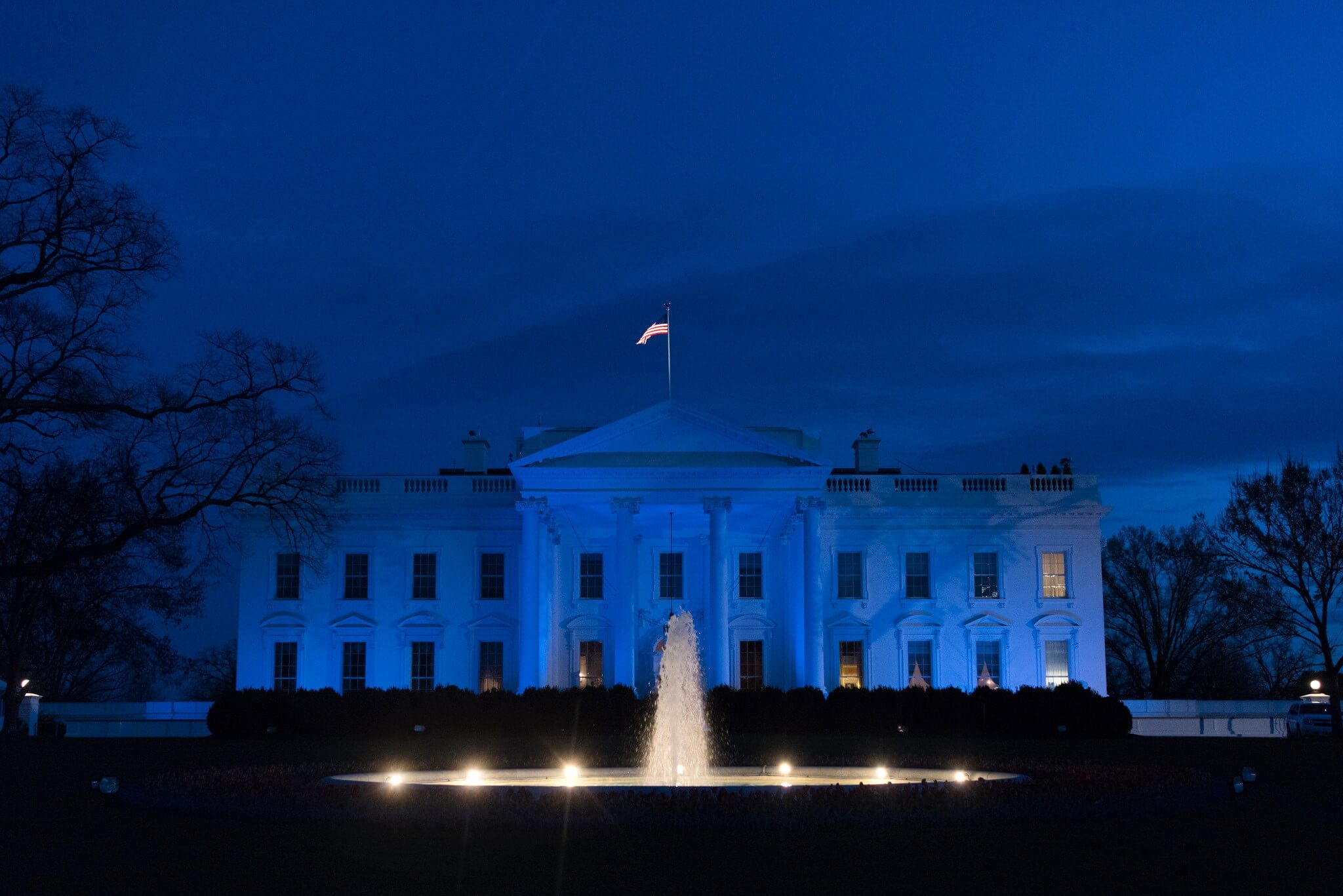
Das Weiße Haus am 2. April 2017

Blau beleuchtete Landmarken und Gebäude machen jedes Jahr seit 2010 am ersten Tag des Autism Awareness Month in den USA, dem 1. April, und weltweit am World Autism Awareness Day (WAAD), dem 2. April, im Rahmen der „Light It Up Blue“-Initiative auf Autismus aufmerksam. Ins Leben gerufen wurde diese Initiative von Autism Speaks, so dass die meisten Teilnahmen in den USA zu verzeichnen sind. Ein weiterer Tag an dem Gebäude in blaues Licht gehüllt werden, ist der Weltdiabetestag am 14. November mit der Blue Monument Challenge.